# Lampides clarafasciata
Lampides clarafasciata är en fjärilsart som beskrevs av Tutt 1907. Lampides clarafasciata ingår i släktet Lampides och familjen juvelvingar. Inga underarter finns listade i Catalogue of Life.